# Кубок Томаса 1973
9-й Кубок Томаса (крупнейшее международное соревнование по бадминтону среди мужских команд) прошёл в сезоне 1972—1973 годов. Он начинался в четырёх квалификационных зонах — Азиатской, Австралазиатской, Европейской и Панамериканской. Обладатель кубка прошлого сезона — команда Индонезии — была избавлена от необходимости проходить квалификацию, и играла сразу во 2-м раунде плей-офф. В конце сезона четыре победителя зон съехались в Джакарту (Индонезия), где, вместе с текущим обладателем кубка, провели между собой плей-офф и определили двух участников, в заключительном раунде сразившихся за кубок.

## Команды и зоны
| Австралазиатская зона - Новая Зеландия - Австралия - Индия | Азиатская зона - Таиланд - Сингапур - Пакистан - Цейлон - Малайзия - Япония | European zone - Англия - Нидерланды - ФРГ - Ирландия - Шотландия - Финляндия - Австрия - Швеция - Дания | Панамериканская зона - Мексика - США - Канада - Перу |

## Итоги зональных турниров
Сезон 1972—1973 года был отмечен напряжённой борьбой, в которой зачастую победителя было невозможно предсказать вплоть до самого конца. В Австралазиатской зоне победу сумела одержать сборная Индии, выйдя в плей-офф впервые с 1955 года. В Панамериканской зоне команда Мексики сумела со счётом 5-4 победить сборную США, но уступила 3-6 сборной Канады (в которой играли два бывших чемпиона из Таиланда). В Европейской зоне Англия проиграла 4-5 сборной ФРГ, а Шотландия с таким же счётом — сборной Швеции; однако в итоге всех опять разгромила команда Дании. В Азиатской зоне традиционный лидер — команда Малайзии — сумела в напряжённой борьбе победить другого признанного лидера — команду Японии, однако уступила третьей сильной команде — сборной Таиланда.

## Плей-офф
Межзональные плей-офф состоялись в конце мая 1973 года в Джакарте.

### Первый раунд
| Канада    | 5—4          | Индия |
| Индонезия | во 2-й раунд |       |
| Таиланд   | во 2-й раунд |       |
| Дания     | во 2-й раунд |       |

### Второй раунд
| Индонезия | 8—1 | Таиланд |
| Дания     | 9—0 | Канада  |

## Финальный раунд
Финальный спор за кубок Томаса сезона 1972—1973 годов состоялся в Джакарте в начале июня 1973 года.
| Индонезия | 8—1 | Дания |